# Emma Renzi
Emma Renzi, de nom real Emmerentia Scheepers (Heidelberg, Sud-àfrica, 8 d'abril de 1926) és una soprano sud-africana.

## Primers anys
Inicialment va estudiar piano, violí i arpa, mostrant un gran talent per a la música i més tard va estudiar cant. Després d'acabar l'escola secundària en 1943 va marxar a estudiar a l'Escola de Música de Ciutat del Cap. Va ser en aquest lloc on va cantar per primer cop una òpera en escena.
En 1947 va acabar els seus estudis a Sud-Africà i l'any següent va marxar a estudiar a Londres, on va estudiar tres anys amb Joan Cross en l'àmbit de la British National Opera. Després va treballar per a la Carl Rosa Opera Company.

## Debut operístic
El seu primer paper important va ser el de Giuletta en Les Contes d'Hoffmann de Jacques Offenbach. A partir de 1954 va cantar per a la English Opera Group, amb la qual treballava també el compositor Benjamin Britten. Renzi va ser una de les principals cantants en algunes de les primeres representacions a Londres de l'òpera de Britten The Turn of the Screw, substituint la soprano de l'estrena, Jennifer Vyvyan. Mentrestant, treballava a temps parcial per a la BBC, oferint concerts arreu de la Gran Bretanya i enregistrant per a la companyia discogràfica Parlophone. Va ser en aquella època quan va començar a fer servir el nom artístic d'Emma Renzi.

## Èxit al Regne Unit
En 1956 Emma Renzi va ser la primera sud-africana en participar en el Festival d'Edimburg. El mateix any va guanyar una medalla al Concurs Internacional de Ginebra. En aquest període també va treballar sota la direcció de Charles Farncombe en la Haendel Opera Society i va aparèixer com a Morgana en la versió de concert de l'òpera Alcina de Haendel, juntament amb la soprano Joan Sutherland, aleshores als inicis de la seva impressionant carrera.

## A Itàlia
Va realitza després una gira de concerts per Sud-àfrica, marxant després a Sicília. Allí va desenvolupar les característiques dramàtiques de la seva veu i va cantar els papers més adequats a ella als teatres de l'illa italiana, en actuacions que van confirmar la seva decisió de que l'estil de cant italià era el que millor s'adaptava a la seva veu.
Entre 1961 i 1966 va cantar papers dramàtics a Karlsruhe, Johannesburg (Amelia en Un ballo in maschera de Verdi durant la inauguració del Teatre Estatal en 1962) i des de 1963 en diversos teatres italians. Va establir la seva seu a Milà, però va visitar anualment la seva terra natal entre 1963 i 1965. Els seus èxits li van obrir les portes a cantar a La Scala de Milà. Va ser en ocasió d'una substitució de la soprano grega Elena Souliotis, en desembre de 1966, aconseguint un gran èxit.
A continuació, va debutar en Portugal (1967), Turquia (1967), Iugoslàvia, els Estats Units d'Amèrica (1968), França, Amèrica del Sud (1969), Espanya (1970), tornant un altre cop a Sud-àfrica (1971) i als EUA (1976). Al Gran Teatre del Liceu de Barcelona va cantar en febrer de 1970 l'òpera Nabucco de Verdi, juntament amb un Josep Carreras als inicis de la seva carrera, en una participació que es pot considerar el seu primer paper important. Amb ells van cantar i debutar al Liceu el baríton estatunidenc Cornell MacNeil i el baix operístic Bonaldo Giaiotti.

## Més èxits
Va assolir un gran èxit en 1971 arran de la seva interpretació del paper principal de l'òpera Aida de Verdi en la inauguració de l'Artscape Theatre Centre de Ciutat del Cap. A Itàlia va cantar també a Parma, Venècia, Nàpols, Bolonya, Palerm, Roma i l'Arena di Verona. Va ser la primera sud-africana a cantar un paper principal a La Scala de Milà, quan va haver de reemplaçar en maig de 1976 Montserrat Caballé en la celebració del cinquantenari de l'estrena de Turandot de Puccini. Aquella interpretació es va desenvolupar envoltada d'una forta polèmica, quan es va anunciar que Montserrat Caballé no podria participar per malaltia. També va ser la primera sud-africana que va triomfar pràcticament a tot Itàlia.
Va tornar al Liceu el gener de 1972 per a interpretar Ernani, de Verdi.

## Tornada a Sud-àfrica
Després una altra visita al seu país natal en 1978 va iniciar la seva retirada a Itàlia. Es va acomiadar cantant el paper principal de Mefistofele (1979) d'Arrigo Boito. Aleshores va ser nomenada directora del Centre d'Òpera de la Facultat de Música de la Universitat del Witwatersrand. L'any següent, va ser nomenada directora del Centre d'Òpera de Música de l'Escola Pretoria Technikon. De 1992 a 1994 va ser professora de cant a l'òpera italiana de Truk i des de 1992 va ser professora titular de Wits.

## Premis
- 1987: L'Orde del Mèrit de Sud-àfrica.
- 1986: Premi Vita a les millors interpretacions d'una dona en una òpera.
- Doctorat Honorari de la Universitat Potchefstroomse (Potchefstroom University for Christian Higher Education).